# 当て馬キャラのくせして、スパダリ王子に寵愛されています。
『当て馬キャラのくせして、スパダリ王子に寵愛されています。』（あてうまキャラのくせしてスパダリおうじにちょうあいされています）は、結城アオによるボーイズラブ漫画。「BLスクリーモ」レーベル（スクリーモ）の電子コミックとして2022年8月1日よりComicFestaほかにて連載されている。

## あらすじ
「俺」は、事故で死亡し、恋愛ファンタジー小説『銀の王子と聖なる花嫁』の世界に、当て馬キャラのロニールとして転生してしまう。ロニールはヒロインのリリィを襲って断罪されてしまうキャラであったが、ロニールはスパダリ王子のアレクに惚れ薬をかけてしまい、原作小説とは異なり、アレクはロニールを愛するようになってしまう。

## 登場人物
声はアニメの声優。
アレク・レイ・ガルシアム
声 - 柊三太
スパダリ王子。
ロニール・グラヴィス
声 - 春男児
当て馬キャラ。もとは現実世界にいたが、小説内の世界に転生した。
リリィ・フィリップス
声 - 花杜めい
小説のヒロイン。
ゼノ・オーウェン
声 - 香純秋
伯爵家の子息。
ノア・カーライル
声 - 志雄子奨
学園の風紀委員長。

## 書誌情報
- 結城アオ 『当て馬キャラのくせして、スパダリ王子に寵愛されています。』 彗星社〈Glanz BL comics〉、既刊3巻（2025年1月17日現在）
  1. 2023年7月18日発売[3]、ISBN 978-4-434-31958-7
  2. 2024年3月18日発売[4]、ISBN 978-4-434-33182-4
    - 小冊子付特装版 同日発売[5]、ISBN 978-4-434-33305-7

  3. 2025年1月17日発売[6]、ISBN 978-4-434-34744-3

## テレビアニメ
2024年4月から6月にかけてTOKYO MX・BS11にて放送された。全8話。オンエア版のほかに年齢制限のあるプレミアム版が制作され、AnimeFestaで独占配信される。

### スタッフ
- 原作 - 結城アオ[2]
- 監督 - あきこんち[2]
- 助監督 - 石倉礼
- シリーズ構成 - 黒崎エーヨ[2]
- キャラクターデザイン - 皆川愛香利[2]
- サブキャラクターデザイン - 那須玲奈[2]
- 総作画監督 - 橋本真希[2]
- 衣装デザイン - 森藤希子[2]
- 色彩設計 - 川延彼方[2]
- 美術監督・美術設定 - 佐藤正浩[2]
- 撮影監督 - 鳳凰院修羅苦羅、友沢匠人[2]
- 編集 - 新海コウキ[2]
- 音響監督 - ひらさわひさよし[2]
- 音響制作 - スタジオマウス[2]
- プロデューサー - 後藤礼雅
- アニメーションプロデューサー - ぷろれす大好きスーパーHaRuNaちゃん
- アニメーション制作 - studio HōKIBOSHI[2]
- 製作 - 彗星社[2]

### 主題歌
「Colorful Fairytale」
アレク（柊三太）とロニール（春男児）による主題歌。作詞はG-zass、作曲・編曲はかねこかずきとジョーカーサウンズ、監修は小林達矢。

### 各話リスト
| 話数  | サブタイトル                     | シナリオ   | 絵コンテ | 演出       | 作画監督                                  | 初放送日      |
| ----- | -------------------------------- | ---------- | -------- | ---------- | ----------------------------------------- | ------------- |
| 第1話 | ずっと君に触れたかった           | 黒崎エーヨ | 番山人   | satsuki    | 橋本真希 こうのけいこ 三沢聖矢 片岡惠美子 | 2024年 4月8日 |
| 第2話 | 昨日の続きをして君を愛したい     | 黒崎エーヨ | 番山人   | 佐々木純人 | 服部憲知 龍青三                           | 4月15日       |
| 第3話 | 君が、どんな秘密を抱えていても…  | 黒崎エーヨ | 番山人   | 辻村梅子   | 松本勝次 飯飼一幸                         | 4月22日       |
| 第4話 | 愛されていると錯覚しそうになる―― | 黒崎エーヨ | 番山人   | 西村大樹   | 森悦史 川口弘明 松下純子                  | 5月6日        |
| 第5話 | 愛を注ぎたい、朝から晩までずっと | 黒崎エーヨ | 番山人   | 佐々木純人 | 小宮梨夢                                  | 5月13日       |
| 第6話 | 恋心を教えてくれてありがとう     | あきこんち | 番山人   | 佐々木純人 | 小宮梨夢                                  | 5月20日       |
| 第7話 | 体の芯まで愛し尽くそう           | 黒崎エーヨ | 番山人   | 神原敏昭   | 龍青三 小松沙奈 鈴木由佳                  | 6月3日        |
| 第8話 | 愛している、ロニール             | 黒崎エーヨ | 番山人   | 神原敏昭   | こうのけいこ 粟井重紀 那須玲奈            | 6月10日       |

### 放送・配信
TOKYO MX・BS11にて、2024年4月8日より、月曜1時から1時5分（日曜深夜）に放送。放送前週の同時間帯には「新番組『当て馬キャラのくせして、スパダリ王子に寵愛されています。』特番〜断罪を回避するために映像初出ししちゃいます！〜」を放送。
インターネットでは、独占配信となるプレミアム版を含めてAnimeFestaにて第1話が2024年3月15日に先行配信され、YouTube、ニコニコチャンネル、DMM TV、dアニメストア、U-NEXT、アニメ放題、Lemino、アニメタイムズ、JCOM STREAM、みるプラス、TELASA、HAPPY!動画でも4月8日より順次配信。

### Webラジオ
『あてくせショートラジオ』のタイトルで、公式YouTubeチャンネルにて、アニメ本編終了後に配信。

## ボイスドラマ
アニメと連動したボイスドラマが、2024年4月15日より全6話構成でAnimeFestaにて配信予定。